# طبعة سنية

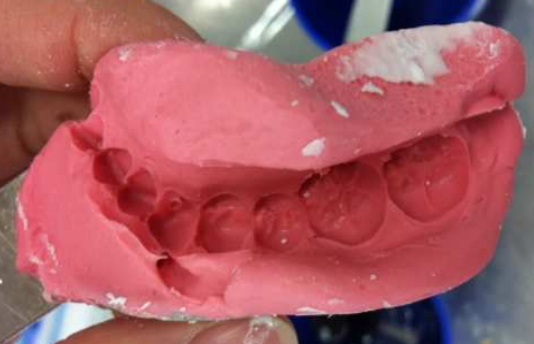
.مقاس للأسنان من مادة الالجينيت في قالب معدني نصفي

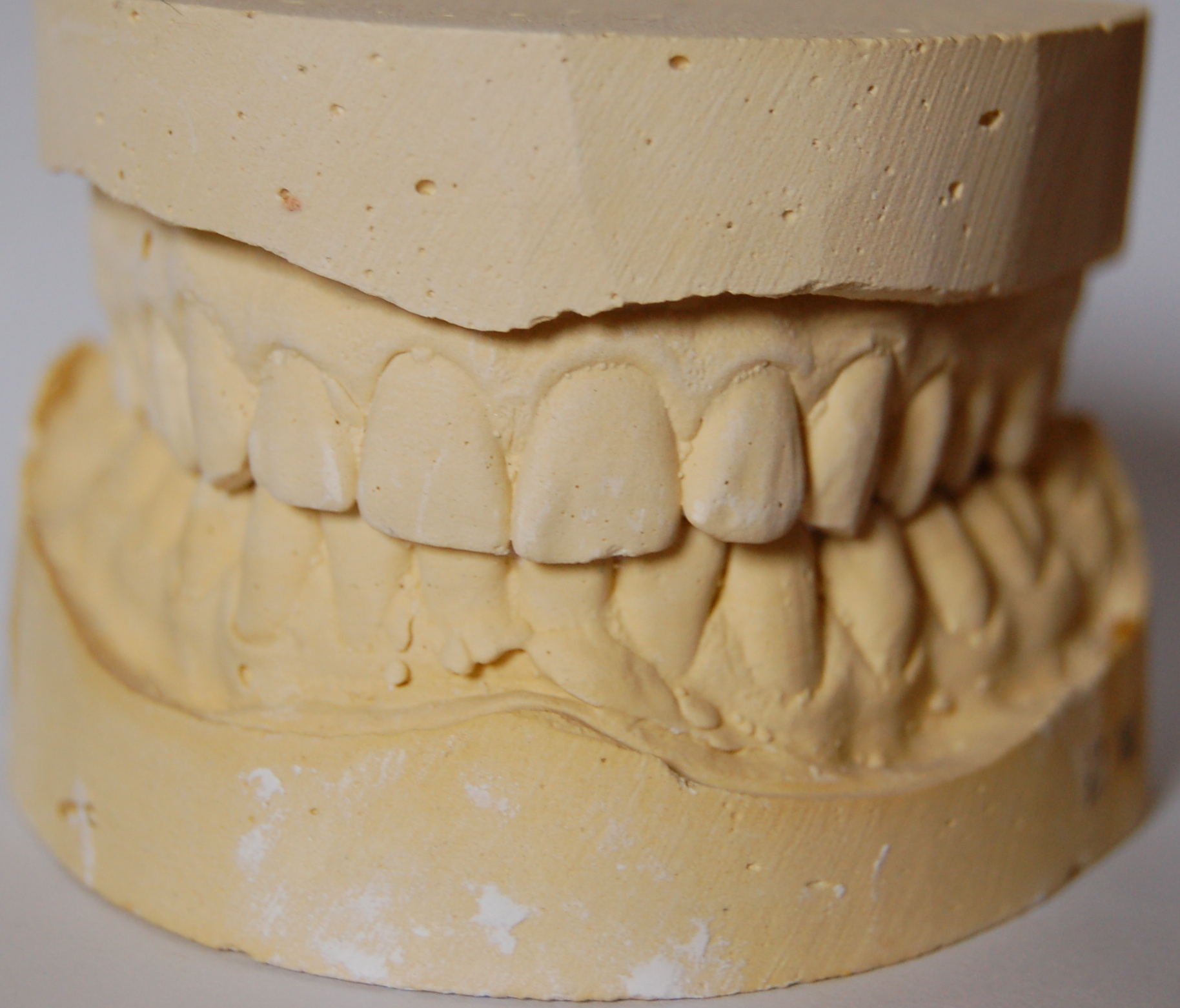
النماذج الأولية التي تعطي فكرة مبدئية عن الاسنان

الطبعة السِنيَّة (بالإنجليزية: dental impression)‏ (مقاس للأسنان) هي طبعة مبدئية للأنسجة الصلبة والرخوة في الفم، والتي منها يتم تشكيل النسخة الأخيرة (أو القالب). وهي مصنوعة باستخدام الحاويات، والتي تم تصميمها لتتلائم بشكل تقريبي مع الفكين (الوعاء الذي تؤخذ فيه طبعة الفم)، وصُمِّمت مواد الطبع لتكون سائلة أو شبه صلبة عند مزجها أولًا ثم وضعها في القالب، وبعد ذلك تصبح صلبة بشكل سريع (عادةً بضع دقائق تبعًا للمادة)، وتترك بصمة للفكين عليها، الطبعات والنماذج الأولية التي تتقولب منها، تُستَخدم في مجالات عديدة من طب الأسنان، بما في ذلك علم تعويض الأسنان (مثل عمل أطقم الأسنانوالتيجان)، وتقويم الأسنان، وطب الأسنان الترميمي (على سبيل المثال لعمل طبعات للأسنان التي أُعِدَت لاستقبال ترميم للتاج بطريقة غير مباشرة (التي يتم إعدادها خارج الفم) مثل التيجان أو الجسور)، ومبحث تجميل الوجه والفكين (إعادة التأهيل الاصطناعيَّة من العيوب داخل الفم وخارج الفم بسبب التعرض لإصابة، والعيوب الخلقيَّة، والاستئصال الجراحي للأورام)، ولأهداف الترميم (الحشوات)، وتشخيص المرض أو الحالة، وجِراحَةُ الفَمِ والفَكِّ العُلْوِيِّ والوَجْه لكل من داخل الفم وخارجه (على سبيل المثال الزراعة السَّنيَّة).
النوع المطلوب من الأدوات لأخذ الطبعة والمنطقة التي تغطيها يعتمد على المؤشرات السريريَّة (الهدف من عمل الطبعة).
الطبعة السِّنيَّة المصنوعة بشكل صحيح ستستحوذ على جزء من أسنان الشخص أو كلها والهياكل المحيطة من تجويف الفم. الطبعة السِنيَّة تُشكل بصمة للأسنان والأنسجة الرخوة، التي يمكن أن تُستخدم بعد ذلك لعمل قالب الأسنان. القوالب تُستخدم في علم تشخيص الأمراض، وسجل المريض، وتخطيط المعالجة، وتصنيع قوالب مخصصة، وتصنيع أطقم أسنان، وتيجان أو بِدلات أخرى وتقويم الأسنان.
يتم إجراء الطبعة من خلال وضع مواد لزجة متميعة داخل الفم عن طريق قوالب الطبعة السنيَّة، ثم لتصبح صلبة مرنة، وعند إزالتها من الفم تكون طبعة سلبية مفصلة للأسنان.
المواد المستخدمة لطبعات الأسنان هي:-
الْجيناتُ الصُّوديوم، وبولي إيثر وسيليكون، وعلى حد سواء السيليكون المعالج بالتكثيف والسيليكون المعالج بالإضافة، مثل بولي فاينيل سيلوكسان. تاريخيًا، استخدم جبس من باريس، ويوغينول أكسيد الزنك، والأغار.

## التصنيف
تصنف الطبعات إلى تلك التي تتضمن سقف الحلق، وتلك التي تكون فقط للأسنان واللثة. يمكن تعريف كل من مواد الطبعة المستخدمة ونوع الصينية (الوعاء الذي تؤخذ فيه الطبع المستخدم)(المباعد أو المعد بشكل متراص). الذي يتضمن الأنسجة الأخرى يعني أن الطبعة تؤخذ مع الغشاء المخاطي في وضع الراحة الطبيعي. هذه الطبعات بشكل عام تؤدي إلى طقم أسنان مناسب بشكل جيد خلال وضع الراحة، ولكن عند المضغ فإنه يميل إلى الدوران حول المناطق متعذرة الانضغاط (مثل البروز الموجود في سقف الحلق)، ويتعمق في المناطق المضغوطة. أما الذي لا يتضمن يعني أن الطبعة تؤخذ عندما يكون الغشاء المخاطي خاضع للضغط. هذه الطبعات بشكل عام تؤدي إلى أطقم سنية أكثر استقرارًا خلال القيام بالوظيفة وليس خلال وضع الراحة. الأطقم في وضع الراحة معظم الوقت لذلك يمكن القول أن الطبعات المخاطية أفضل، ولكن في واقع الأمر من المرجح أن تكيف الأنسجة لوجود طقم أسنان يجعل فرق كبير بين الاثنين على المدى الطويل.

## أدوات الطبعة
ويمكن تصنيف مواد الطبعات على النحو التالي:

### صلبة (جامدة)
مادة جبسية.
مركب أكسيد الزنك-الوجينول.

### مرنة

#### هيدروكولويد
(مادة تصبح جل عند خلطها بالماء)
تصنف إلى قابل لإعادة التشكيل (الأغار)، وغير قابل (الجينيت).

#### مطاطيَّة
أمثلة على مواد الطبعة المطاطيَّة تتضمن المطاط، ومتعدد الكبريتيدات (بولي سلفايد)، ومتعدد الإيثر (بولي ايثر)، والسيليكونات.

## القالب الذي تؤخذ فيه الطبعة

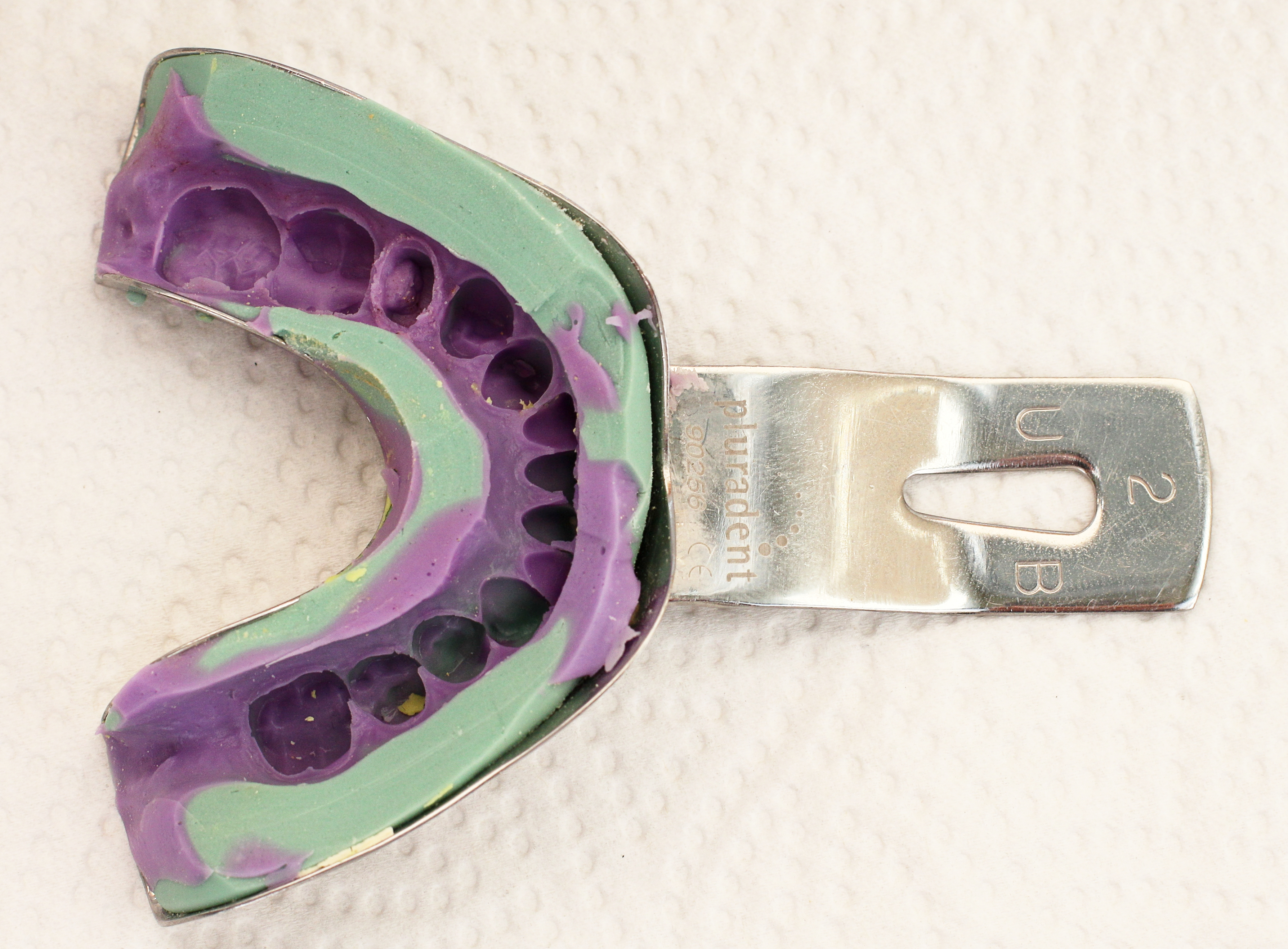
قالب معدني به طبعة للفك السفلي (وقد استخدمت المرحلة 2 من الطبعة)

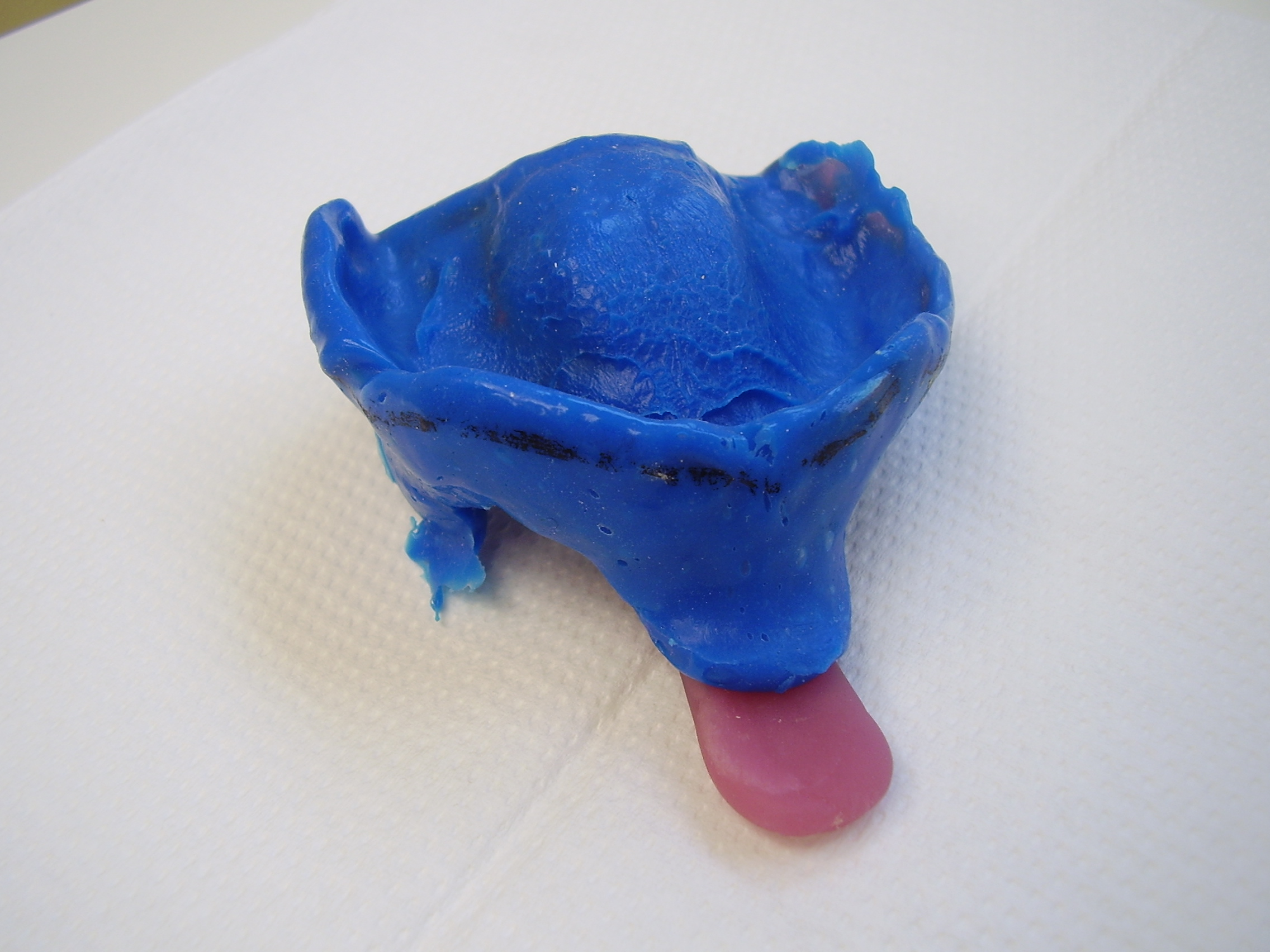
قالب به طبعة لفك علوي عديم الأسنان

قالب الطبعة هو الحاوي الذي يحمل مواد الطبعة ويدعم معالم الطبعة. هناك نوعان رئيسان من القوالب: صواني جاهزة وتصنع إجمالاً في مجموعة واسعة من الأشكال والأحجام، ويتم اختيار الحجم الأقرب ويتم تحديد حجمه وشكله بحيث يطابق فك الشخص المراد أخذ الطبعة له.و القوالب الخاصة (أو المخصصة) وتُصنَع لتناسب فم شخص معين من قبل فني الأسنان (تقني الأسنان). القوالب الخاصة بُنيت على قالب الطبعة المبدئية التي تستخدم قوالب جاهزة.
يمكن أن تصمم القوالب الجاهزة بشكل مدور لتناسب أفواه الناس التي لا تحوي أسنان متبقية، ويمكن أن تصمم بشكل مربع لتناسب أفواه الناس مع بعض الأسنان المتبقية، وممكن أن تكون قوس كامل بحيث تغطي جميع الأسنان إما في الفك العلوي أو السفلي في الطبعة الواحدة، أو يمكن أن تكون تغطية جزئية، مصممة لتناسب حوالي 3 أسنان (تستخدم عند عمل تيجان). يمكن عمل قوالب جاهزة من مجموعة من مواد البلاستيك لا المعادن، ويمكن أن تكون مثقبة (لكي تسمح لمواد الطبعة بأن تجري خلال الثقوب وتزيد التصاق مواد الانطباع في القالب عند وضعها). وتستخدم المواد اللاصقة للصق مواد الطبعة إلى القالب، وتختلف في تركيبها بالاعتماد على المواد المستخدمة.
تُصنع القوالب الخاصة عادةً من أكريليك(راتين بلاستيكي تصنع منه البدلات السنية)، أو من مادة صمغية، وتصنف هذه القوالب على أنها بها فراغ (ترك حوالي 3 ملم فراغ بين القالب والغشاء المخاطي لمواد الطبعة)، أو متراص، حيث يترك مساحة أقل لمواد الطبعة، يمكن أن يفتح في القوالب الخاصة ثقوبًا إذا لزم الأمر من خلال حفر العديد من الثقوب بها.
وقد صممت جميع القوالب بحيث تكون صلبة ولها مقبض لإخراجها من الفم.و نتيجة لزيادة التشريعات حول مكافحة العدوى في الطب وطب الأسنان، الصواني التي تستخدم لمرة واحدة ثم تطرح هي المستخدمة بشكل شائع أكثر من الصواني القابلة للتطهير وإعادة الاستخدام.

## تقنيات خاصة
- «الطبعة التفصيلية»: هي عبارة عن طبقة رقيقة من مواد الطبعة منخفضة اللزوجة، والتي تستخدم لتسجيل تفاصيل دقيقة، وعادةً هي المرحلة الثانية حيث تستخدم مواد الطبعة المائعة بعد الطبعة المبدئية التي أُخذت بمواد أكثر لزوجة.
- مرحلة الطبعة 2.
- الطبعة الوظيفية.
- طبعة المنطقة المحايدة بالضغط.
- تقنية ذو نافذة.
- تقنية القالب المتغير.
- تقنية ابليجيت.

## الاستخدام
تُستخدم طبعات الأسنان والقوالب التي تنتج منها في مجالات مختلفة من طب الأسنان:
- التشخيص وخطة العمل.
- صناعة الأسنان مثل (صناعة الأطقم السنية).
- تقويم الأسنان.
- طب الأسنان الترميمي (مثل أخذ طبعة للسن المُحضر لصنع تاج له مختبريًا).
- جراحة الفم والوجه والفكين (مثل زراعة الأسنان).

## مواد الطبعة السنية

### المواد الصلبة

#### المادة الجبسية (جبس باريس)
تُستخدم هذه المادة السنية لتحضير القوالب السنية بعد أخذ الطبعة ولكنها تستخدم لأخذ الطبعات السنية للمرضى عديمي الأسنان، يعتبر جبس باريس مادة كابحة مخاطية لأن الغشاء المخاطي لا يتحرك أثناء تسجيل الطبعة.
تحتاج هذه المادة عندما تُستخدم لتسجيل الطبعات طبقة عازلة لعزل الطبعة السنية عن القالب المصنوع من المادة نفسها.
الفوائد
- محبة للماء.
- تسجل أدق التفاصيل.
- أبعادها ثابتة لا تنكمش.
- وقت كافٍ للعمل 2 – 3 دقائق.

المضار
- قابلة للكسر.
- غير مقاومة للتشوه، يجب أن تُكسر الطبعة إذا سجلت المادة منطقة الإبطة ثم تُلحم القطعتين مرة أخرى قبل صبها.
- قد يؤثر فرط اللعاب على تفاصيل الطبعة ويؤثر عليها عكسيًا.

#### مركب الطبع
استُخدم مركب الطبع للعديد من السنين سابقًا إلا أن استخدامه في الآونة الأخيرة أصبح ضئيلًا مع المواد السنية الأخرى نظرًا لأن خصائص تدفق مركب الطبع رديئة جدًا، لذا يقتصر استخدامه على حالات معينة وهي:
- الطبعة السنية الأولية للمرضى عديمي الأسنان.
- استطالة حوافي القالب الذي تؤخذ فيه الطبعة.
- يتأثر مركب الطبع بالحرارة ويُصنع على شكل كعكات صغيرة وتُسخن في حمام مائي بدرجة 55 – 60 مئوية لدقيقة واحدة وتوضع على القالب الذي تؤخذ فيه الطبعة. يتصلب مركب الطبع بمجرد أن يدخل في الفم المريض ليسجل تفاصيل الأنسجة الرخوة، يمكن أن نحسن من خصائص الطبعة بوضعها في الماء البارد بعد إخراجها من فم المريض.
- يجب صب الطبعة في غضون ساعة واحدة لا أكثر نتيجة لتغير أبعادها بمرور الزمن.

يُصنع مركب الطبع بلونين أحدهما أحمر ويستخدم للطبعات السنية والآخر لونه أخضر ويستخدم لاستطالة القالب.

#### أكسيد الزنك واليوجينول
تُستخدم هذه المادة السنية مع الطبعات الثانوية لتصنيع الأطقم الكاملة للمرضى عديمي الأسنان ويُستخدم معها قالب خاص ذو سمك كبير. تُصنع السركات مادة أكسيد الزنك واليوجينول على شكل معجون (أكسيد الزنك) ومعجون (يوجينول) وعند تطبيقها توضع كميات متساوية من المعجونين ويخلطان معًا.
الفوائد:
- مادة لدنة للحرارة.
- تسجل التفاصيل الدقيقة.
- لا تتغير أبعادها كثيرًا.

المضار:
- يعتبر أكسيد الزنك واليوجينول مادة صلبة جدًا بعد استكمال التفاعل وقد ينتج عنه تشوه في الطبعة السنية.
- مادة الشمع السنية
- المواد المرنة

#### مادة الأغار السنية
تسجل مادة الأغار السنية أدق التفاصيل لهذا تستخدم مع التركيبات الثابتة مثل التيجان والجسور، تعتبر مادة الأغار السنية مادة محبة للماء لذلك لا داعي لتجفيف الأسنان قبل أخذ الطبعة كما يمكن أن تتغير حالته الفيزيائية من الصلبة إلى السائلة وبالعكس عند تغير درجة الحرارة لذا يمكن استخدامه لعدة مرات بعد تعقيمه.
تحتاج مادة الأغار السنية إلى قوالب متخصصة تحتوي على أنابيب توصل الماء بدرجات حرارة مختلفة عند أخذ الطبعة في الفم لضمان، يتدفق ماء ساخن في البداية لتسهيل ذوبان المادة حتى تسجل أدق التفاصيل ثم يبرد الماء تدريجيًا لضمان بقاء الطبعة بحالتها الصلبة.
مع تطور طب الأسنان الحديث وظهور مواد أسهل في الاستخدام وعالية الدقة أيضًا مثل الألجينات أصبح استخدام الأغار السني قليلًا جدًا.
الفوائد:
- توفر طبعة الأغار السني دقة عالية.
- محبة للماء لذا لا داعي لتجفيف الأسنان.
- يمكن إعادة استخدامها.

المضار:
- خطوات أخذ الطبعة معقدة جدًا.
- تحتاج إلى أجهزة مكلفة.